# Novomakarovski
Novomakarovski (en rus: Новомакаровский) és un poble (un possiólok) de l'óblast de Vorónej, a Rússia, segons el cens del 2010 tenia 13 habitants.